# プリンツ・アーダルベルト (装甲巡洋艦)
プリンツ・アーダルベルト (SMS Prinz Adalbert) は、ドイツ海軍の装甲巡洋艦。プリンツ・アーダルベルト級。

## 艦歴
1900年4月起工。1904年1月竣工。就役後、プリンツ・アーダルベルトは砲術練習艦として使用された。
第一次世界大戦開戦時、大洋艦隊の第3偵察群に所属。1914年11月にはバルト海へ移った。1915年1月24日、リーバウ砲撃に向かう途中で座礁した。
1915年7月2日、海戦発生の報告を受けて装甲巡洋艦プリンツ・ハインリヒとともに出撃する。同日午後、プリンツ・アーダルベルトはゴットランド島近海でイギリス潜水艦E9に雷撃され大破した。同年10月23日、リーバウ西方でイギリス潜水艦E8に雷撃され沈没。672名が死亡し、生存者は3名のみであった。